# Esboço da Cidade do Vaticano

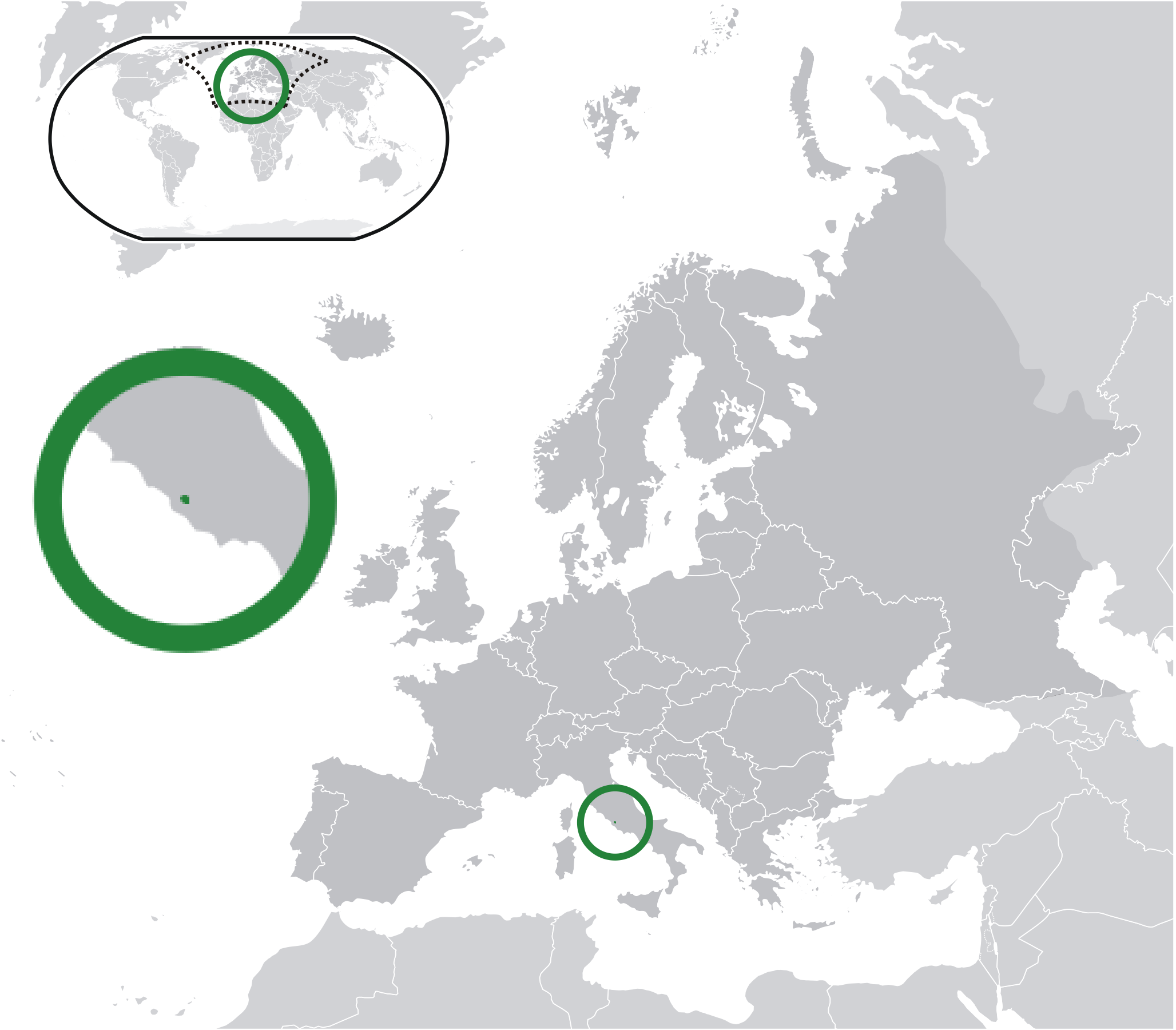
A localização da Cidade do Vaticano na Europa.

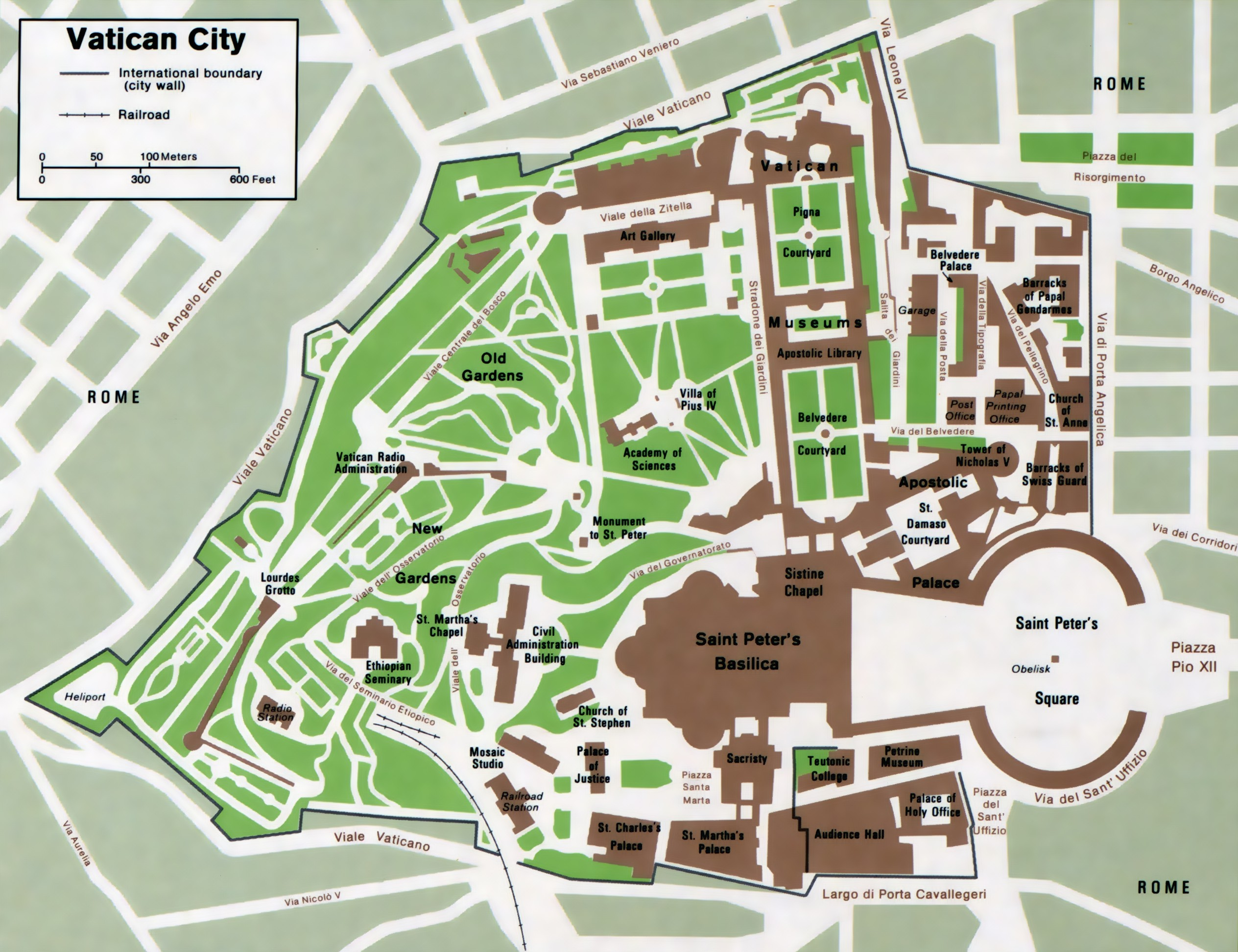
Um mapa ampliado do Estado da Cidade do Vaticano, incluindo propriedades extraterritoriais da Santa Sé na fronteira com a Cidade do Vaticano.

O seguinte esboço é fornecido como uma visão geral e introdução à Cidade do Vaticano:
Cidade do Vaticano – um estado eclesiástico ou sacerdotal - monárquico , sendo o território soberano da Santa Sé e governado pelo Bispo de Roma – o Papa, o líder da Igreja Católica mundial. O território desta cidade-estado soberana sem litoral consiste em um enclave murado dentro da cidade de Roma, Itália . Tem uma área de aproximadamente 44 hectares (109 acre(s)s)  e uma população de cerca de 825 habitantes.  Isso torna a Cidade do Vaticano o menor estado independente do mundo em área e população.
 

## Referência geral

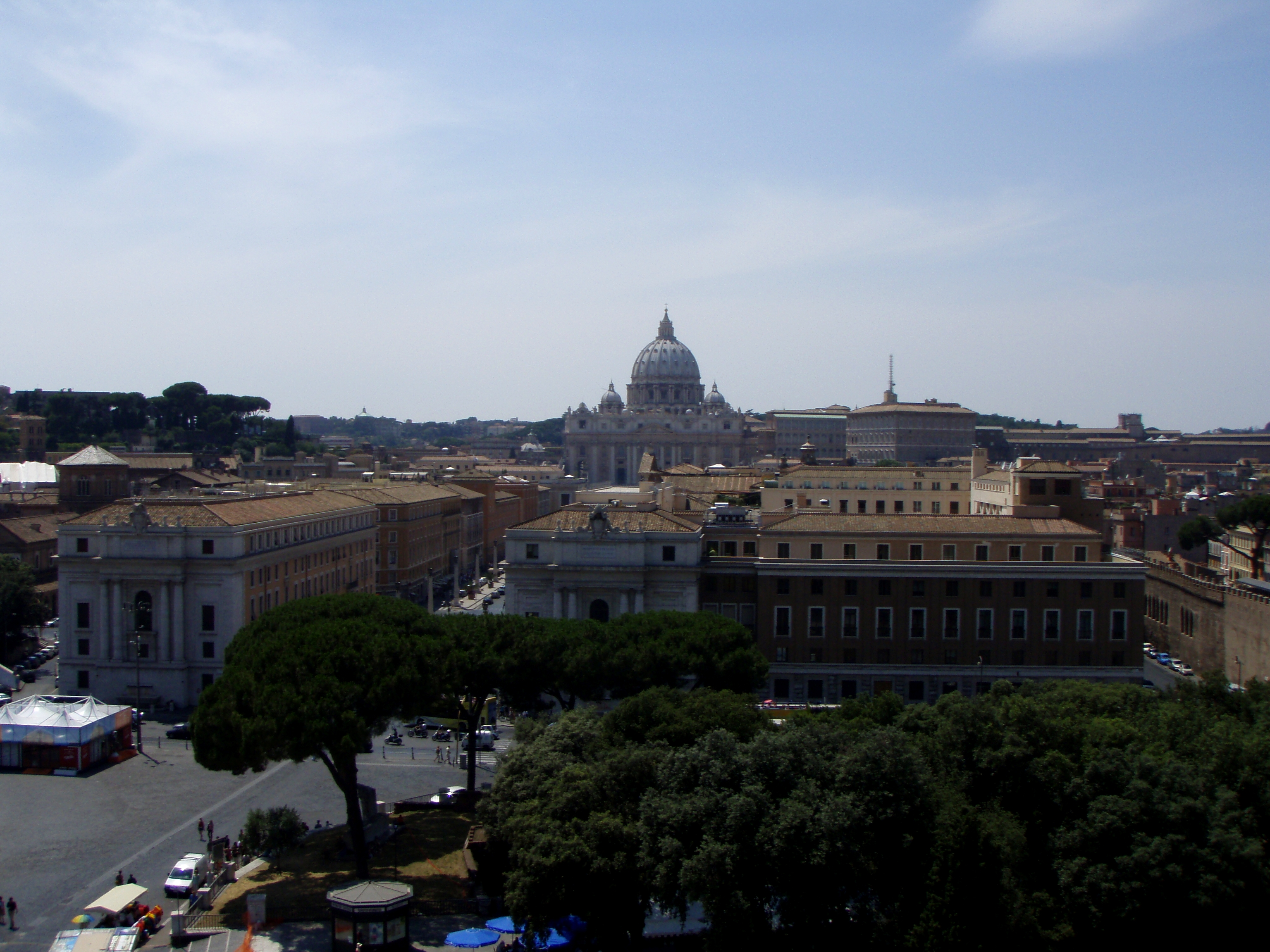
Vista da Cidade do Vaticano a partir do Castel Sant'Angelo, em Roma.

- Nome comum de país em inglês: Vatican City
- Nome oficial do país em inglês: Vatican City State[5] [6]
- Endônimo(s) comum(s): Estado da Cidade do Vaticano
- Endônimo(s) oficial(ais): Stato della Città del Vaticano (pronúncia [ˈstaːto della tʃitˈta ddel vatiˈkaːno]  > ), [7]
- Adjetivo (s): Vaticano
- Demônio (s): Cidadão da Cidade do Vaticano [8]
- Etimologia : Veja a Colina do Vaticano
- Códigos de país ISO : VA, VAT, 336
- Códigos de região ISO : nenhum
- Domínio de nível superior com código de país da Internet : .va

## Geografia da Cidade do Vaticano
Geografia da Cidade do Vaticano
- A Cidade do Vaticano é:
  - Um enclave murado dentro da cidade de Roma
  - Uma cidade-estado soberana
  - Um microestado europeu
- Limites de território:  Itália 3.2 quilômetros
- Litoral: nenhum
- População : 825 (2019) - 240º
- Tamanho : 0,49 quilômetro quadrados (0,19 sq mi) - 258º
- Atlas da Cidade do Vaticano

### Localização da Cidade do Vaticano
- A Cidade do Vaticano está situada nas seguintes regiões:
  - hemisfério Oriental
  - Hemisfério norte
    - Eurásia
      - Europa
        - Sul da Europa
          - Península Itálica
            - Cercado pela Itália
              - Rodeado pela Lácio
                - Rodeado por Roma

  - Fuso horário : Horário da Europa Central ( UTC+01 ), Horário de Verão da Europa Central ( UTC+02 )
- Pontos extremos da Cidade do Vaticano
  - Alto: local sem nome 75 metros (246 pé)
  - Baixa: Praça São Pedro 33 metros (108 pé)

### Clima da Cidade do Vaticano
- Clima da Cidade do Vaticano

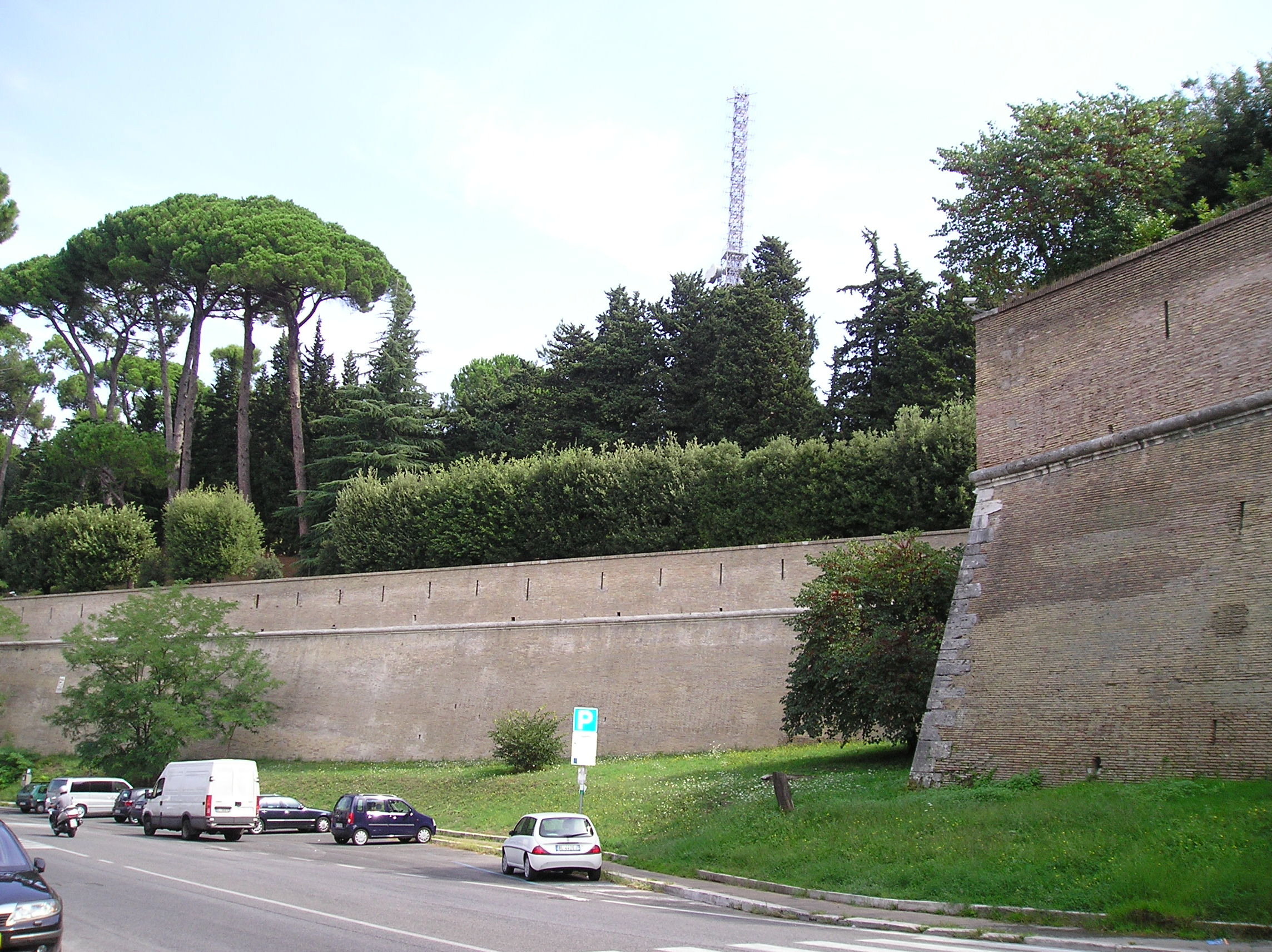
Um trecho do muro da Cidade do Vaticano, visto de fora, atrás dos Jardins do Vaticano.

- Ecorregiões na Cidade do Vaticano: nenhuma
- Áreas protegidas da Cidade do Vaticano: nenhuma

#### Características geográficas naturais da Cidade do Vaticano
A Cidade do Vaticano é um enclave numa área urbana, e não possui as características geográficas comuns a países (muito maiores):
- Lagos : nenhum
- Montanhas : nenhuma
- Rios : nenhum
- Vales : nenhum
- Locais do Patrimônio Mundial na Cidade do Vaticano : A Cidade do Vaticano é em si um Patrimônio Mundial

### Regiões da Cidade do Vaticano
- Nenhuma
- A Cidade do Vaticano está dentro de Roma, que por sua vez fica na região do Lácio, na Itália
- A Cidade do Vaticano fica próxima ao bairro Borgo, em Roma.

#### Ecorregiões da Cidade do Vaticano
- Nenhuma

#### Divisões administrativas da Cidade do Vaticano
- A Cidade do Vaticano não possui divisões administrativas .

### Demografia da Cidade do Vaticano
Demografia da Cidade do Vaticano

## Governo e política da Cidade do Vaticano
Política da Cidade do Vaticano
- Forma de governo : Eclesiástico ; [9] sacerdotal - monárquico ; [1] monarquia absoluta ; [10] monarquia eletiva ; [11] teocracia eletiva (aplicação contestada). [12]
- Capital : Cidade do Vaticano
- Associação dos Trabalhadores Leigos do Vaticano
- Eleições na Cidade do Vaticano
- Partidos políticos na Cidade do Vaticano : nenhum. A Cidade do Vaticano está sob a jurisdição da Santa Sé, que tem autoridade absoluta sobre ela.
- Escândalos políticos da Cidade do Vaticano
  - Banco Ambrosiano
  - E o Vento Levou no Vaticano
  - Questão Romana
- Arquivo Apostólico do Vaticano

### Ramos do governo da Cidade do Vaticano

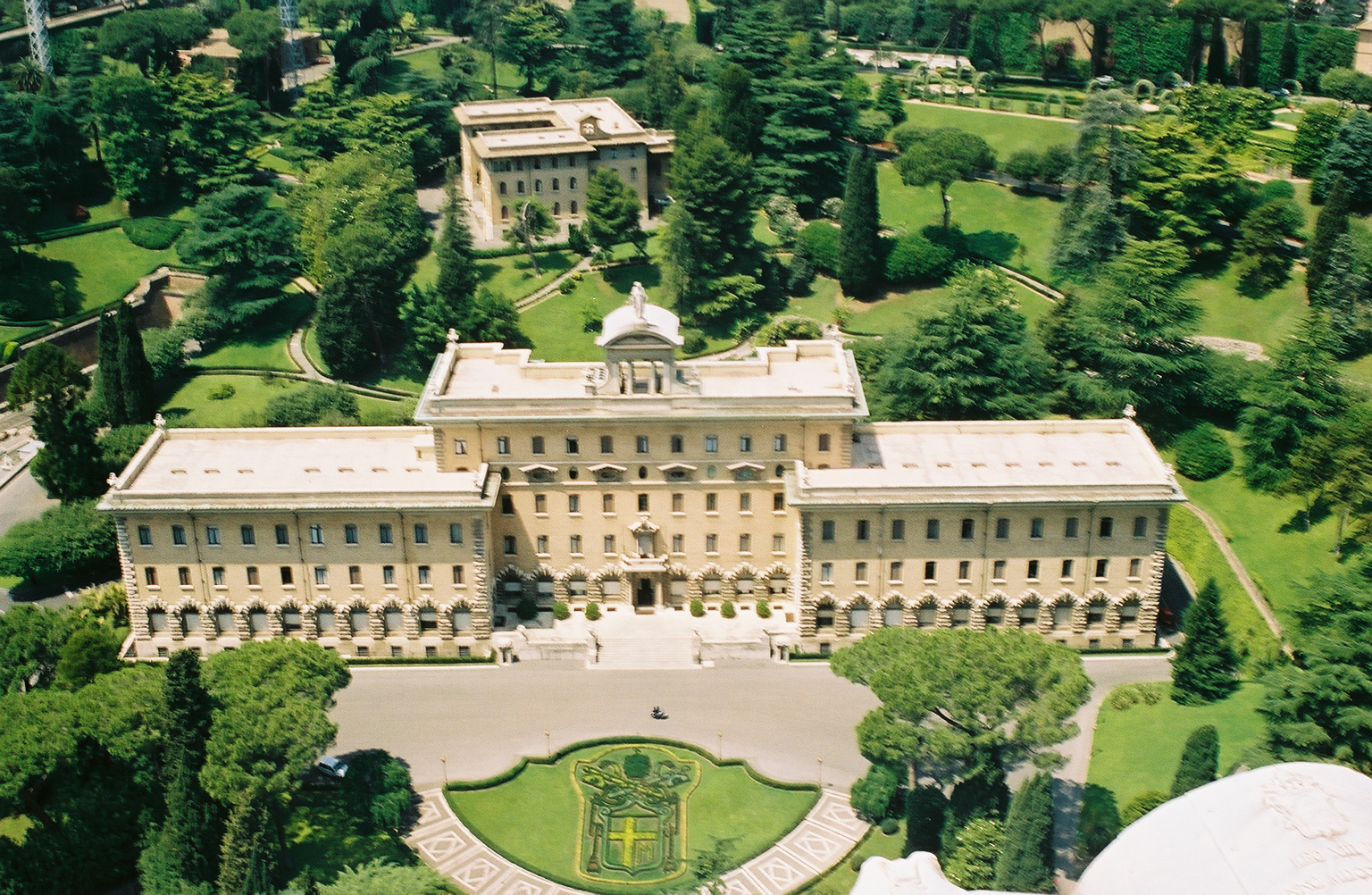
Palácio do Governatorado, Cidade do Vaticano.

Governo da Cidade do Vaticano

#### Poder executivo do governo da Cidade do Vaticano
- Chefe de estado : Papa, atualmente Robert Francis Prevost como Papa Leão XIV
- Chefe de governo : Presidente do Governatorato da Cidade do Vaticano, Giuseppe Bertello
- Governatorato da Cidade do Vaticano

#### Poder legislativo do governo da Cidade do Vaticano
- Autoridade legislativa absoluta: Papa, atualmente Papa Leão XIV
  - Secretaria de Estado
    - Comissão Pontifícia para o Estado da Cidade do Vaticano
      - Presidente da Pontifícia Comissão para o Estado da Cidade do Vaticano : Giovanni Lajolo
      - As leis aprovadas pela Comissão devem ser aprovadas pelo papa através da Secretaria de Estado antes de serem publicadas e entrarem em vigor.

#### Poder judiciário do governo da Cidade do Vaticano
- Autoridade judicial absoluta: Papa, atualmente Papa Leão XIV
  - Supremo Tribunal da Cidade do Vaticano ( Corte di Cassazione )
    - O Cardeal Prefeito da Assinatura Apostólica atua ex officio como Presidente da Suprema Corte da Cidade do Vaticano ( Corte di Cassazione ). Os outros dois membros do Supremo Tribunal também são Cardeais da Assinatura Apostólica e são escolhidos anualmente pelo Cardeal Prefeito. [13]

  - Tribunal de Apelação da Cidade do Vaticano
  - Tribunal do Estado da Cidade do Vaticano
  - Nos termos do artigo 22 do Tratado de Latrão, [14] a Itália, a pedido da Santa Sé, punirá indivíduos por crimes cometidos na Cidade do Vaticano e procederá ela própria contra a pessoa que cometeu o crime, se essa pessoa se refugiar em Território italiano. As pessoas acusadas de crimes reconhecidos como tais, tanto na Itália como na Cidade do Vaticano, cometidos em território italiano, serão entregues às autoridades italianas se se refugiarem na Cidade do Vaticano ou em edifícios que, ao abrigo do tratado, gozem de imunidade. [15] [16]

- Relações Exteriores da Cidade do Vaticano – O Estado da Cidade do Vaticano é um território nacional reconhecido pelo direito internacional, mas é a Santa Sé que conduz as relações diplomáticas em seu nome, além da própria diplomacia da Santa Sé, celebrando acordos internacionais a seu respeito. Veja também Relações Exteriores da Santa Sé
- Missões diplomáticas na Cidade do Vaticano : nenhuma (a Cidade do Vaticano não mantém relações diplomáticas com ninguém, apenas a Santa Sé. Veja abaixo).
  - Como a Cidade do Vaticano é muito pequena, as missões diplomáticas credenciadas junto à Santa Sé estão situadas em Roma, e não na Cidade do Vaticano.
    - Missões diplomáticas junto à Santa Sé
- Missões diplomáticas da Cidade do Vaticano : nenhuma. (Veja abaixo).
  - A Santa Sé, da qual a Cidade do Vaticano é território soberano, mantém relações diplomáticas com 176 países .
    - Missões diplomáticas da Santa Sé

#### Associação a organizações internacionais
Membro da organização internacional da Cidade do Vaticano O Estado da Cidade do Vaticano é membro de: 
| - Conselho da Europa (CE) (observador) - Agência Internacional de Energia Atómica (AIEA) - Organização Internacional de Polícia Criminal (INTERPOL) - Organização Internacional para as Migrações (OIM) (observador) - União Internacional de Telecomunicações (UIT) - [[Organização Internacional de Telecomunicações por Satélite] (ITSO) - Confederação Sindical Internacional (CSI) - Movimento Não Alinhado (MNA) (convidado) - Organização para a Segurança e Cooperação na Europa (OSCE) - Organização para a Proibição de Armas Químicas (OPAQ) | - Organização dos Estados Americanos (OEA) (observador) - União Latina (observador) - Nações Unidas (ONU) (observador permanente) - Conferência das Nações Unidas sobre Comércio e Desenvolvimento (CNUCED) - Alto-comissariado das Nações Unidas para os Refugiados (ACNUR) - União Postal Universal (UPU) - Federação Sindical Mundial (FSM) - Organização Mundial da Propriedade Intelectual (OMPI) - Organização Mundial do Turismo (OMT) (observador) - Organização Mundial do Comércio (OMC) (observador) |

### Leis e ordens na Cidade do Vaticano
Lei do Estado da Cidade do Vaticano
- Constituição: Lei Fundamental do Estado da Cidade do Vaticano
- Pena capital na Cidade do Vaticano : abolida em 1969
- Crime na Cidade do Vaticano (cometido principalmente por turistas)
- Direitos humanos na Cidade do Vaticano
  - Direitos LGBT na Cidade do Vaticano
- Tratado de Latrão
- Aplicação da lei na Cidade do Vaticano

### Militares na Cidade do Vaticano
O Estado da Cidade do Vaticano não tem forças armadas, mas reside nele a Guarda Suíça .
Militares na Cidade do Vaticano
- Comando

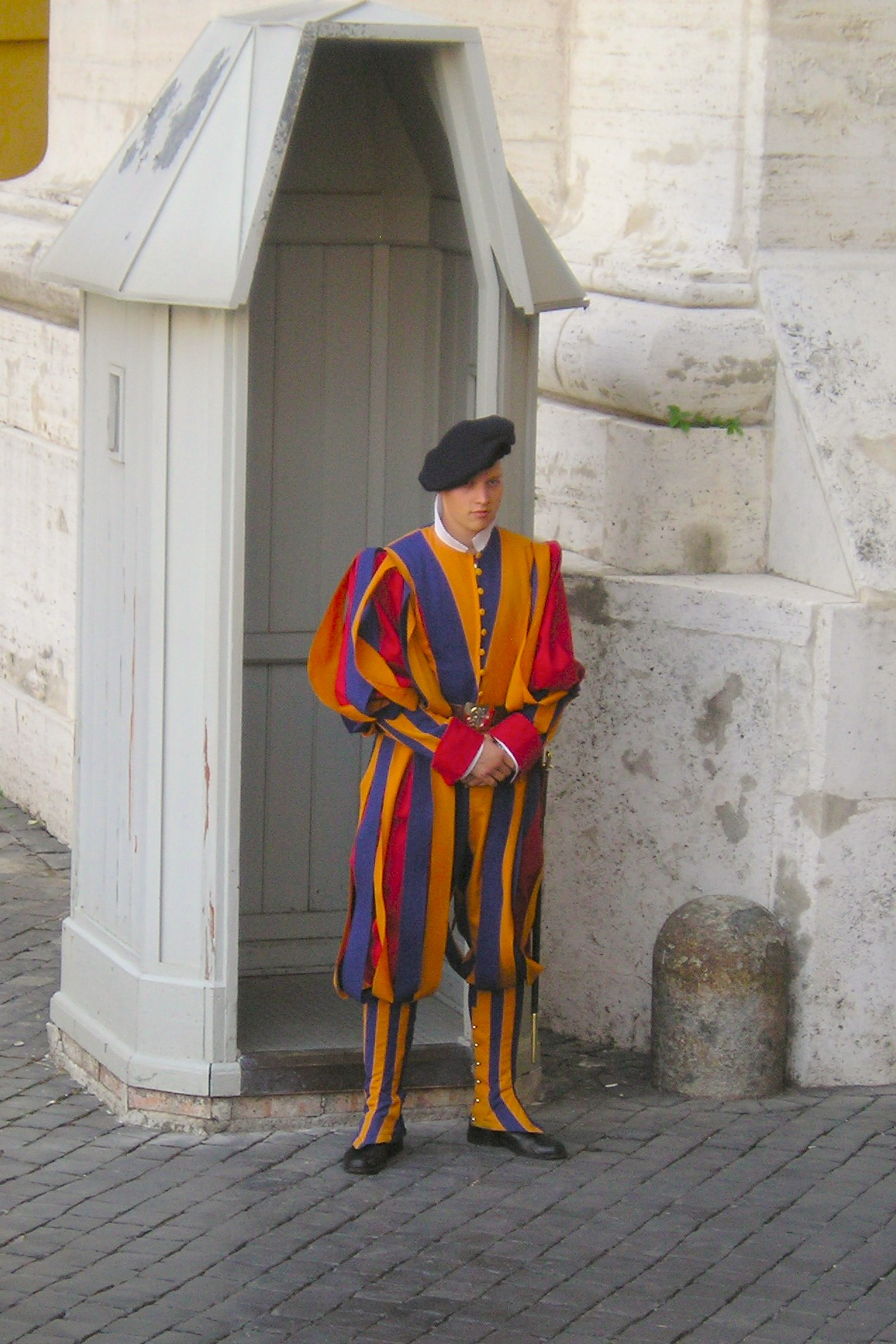
Um Guarda Suíço.

  - Comandante-em-chefe : Christoph Graf
- Forças — A Cidade do Vaticano fica dentro de Roma, a capital da Itália e, portanto, a defesa é da responsabilidade da Itália.
  - Exército da Cidade do Vaticano : nenhum, veja Militares na Cidade do Vaticano ; Exército da Itália
  - Marinha da Cidade do Vaticano : nenhuma, veja Marinha da Itália
  - Força Aérea da Cidade do Vaticano : nenhuma, veja Aeronautica Militare
  - Forças especiais da Cidade do Vaticano : nenhuma, veja Forças especiais da Itália
- Fileiras militares na Cidade do Vaticano

### Governo local na Cidade do Vaticano
- Sendo uma cidade-estado, o governo da Cidade do Vaticano é também o governo local.

## História da Cidade do Vaticano
História da Cidade do Vaticano
- História do Papado
  - Prisioneiro no Vaticano
- Governador da Cidade do Vaticano
- História militar da Cidade do Vaticano
  - História da Guarda Suíça
  - Saque de Roma (1527)

## Cultura da Cidade do Vaticano
Cultura da Cidade do Vaticano
- Arquitetura da Cidade do Vaticano
  - Praça de São Pedro
  - Igrejas na Cidade do Vaticano:
    - Basílica de São Pedro

  - Palácios na Cidade do Vaticano:
    - Palácio Apostólico
    - Casina Pio IV
    - Domus Sanctae Marthae
    - Torre San Giovanni

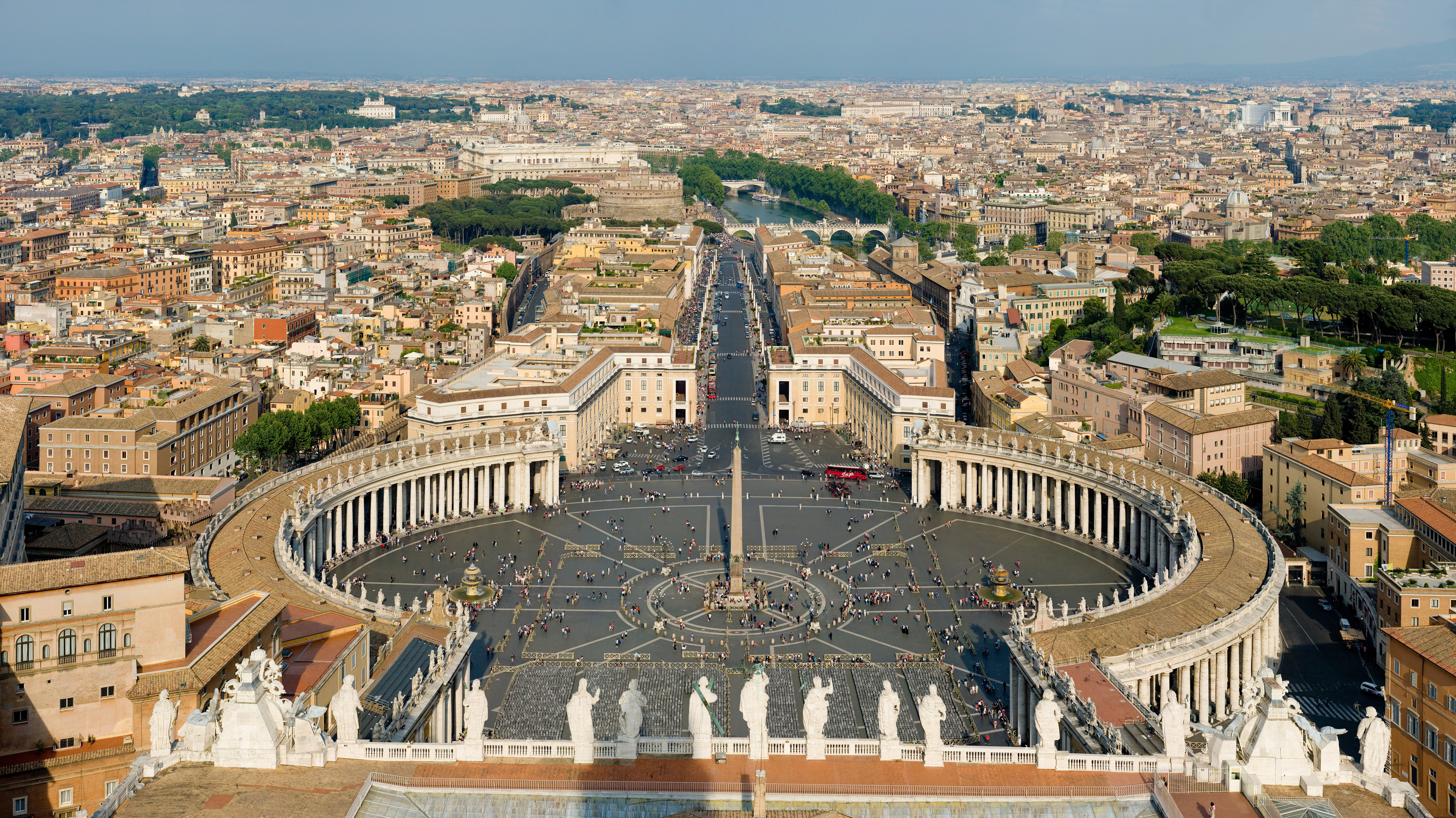
Praça de São Pedro e além dela Roma, vista da cúpula da Basílica de São Pedro.

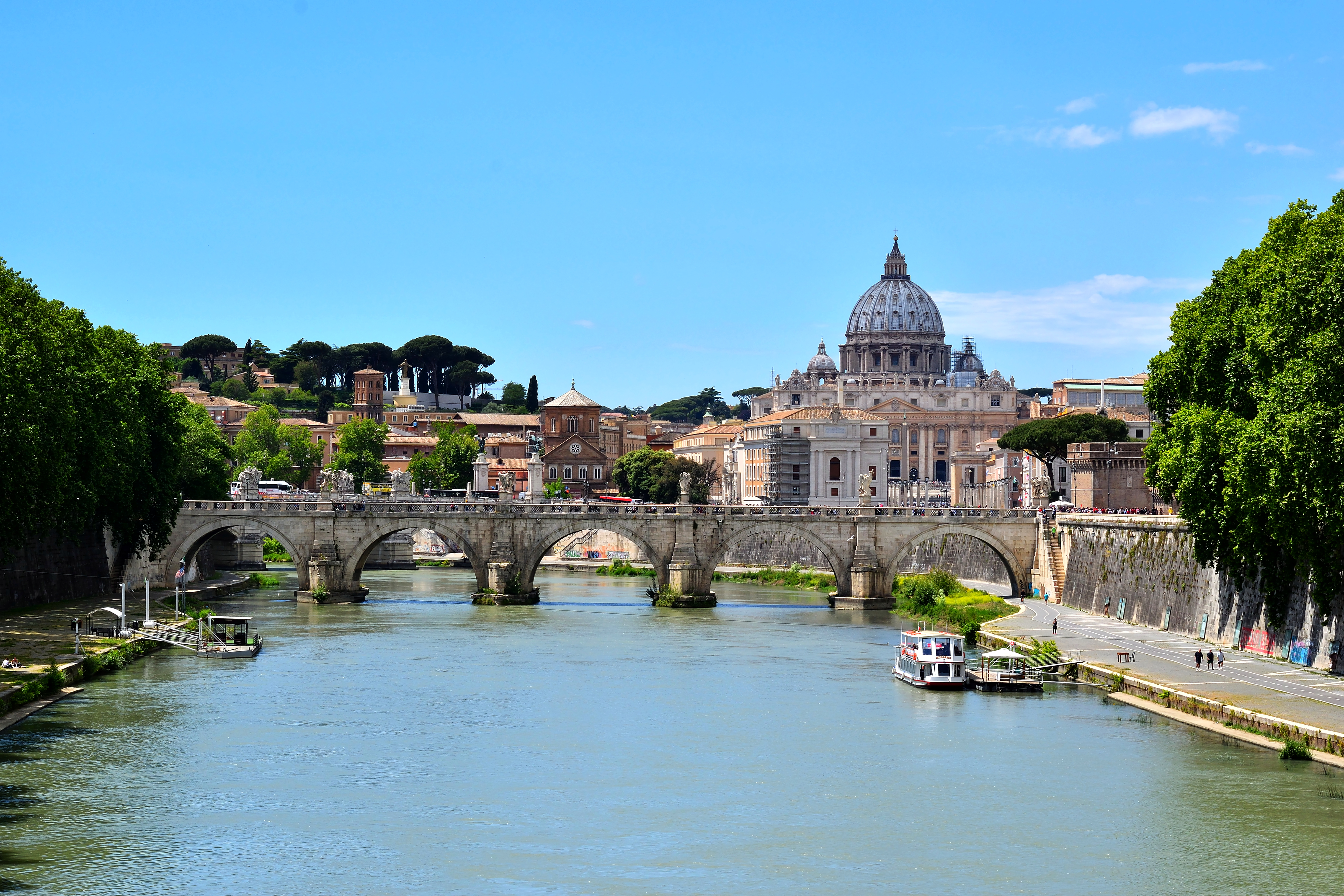
Basílica de São Pedro do Rio Tibre. A icónica cúpula domina o horizonte desta parte de Roma.

- Símbolos nacionais da Cidade do Vaticano
  - Brasão de armas da Cidade do Vaticano
  - Bandeira da Cidade do Vaticano
  - Hino Nacional da Cidade do Vaticano
- Povo da Cidade do Vaticano
- Religião na Cidade do Vaticano – A Cidade do Vaticano é o território soberano e sede da Igreja Católica Romana, e casa do Papa
  - cristandade
    - catolicismo
      - Igreja católica romana
        - Papa
        - Vigário Geral para a Cidade do Vaticano
- Locais do Patrimônio Mundial na Cidade do Vaticano : A Cidade do Vaticano é em si um Patrimônio Mundial

### Arte na Cidade do Vaticano
- Arte na Cidade do Vaticano
  - A ressurreição
  - Museus do Vaticano
    - Anima Mundi
    - Coleção de Arte Religiosa Moderna
    - A Galeria de Mapas
    - Quartos Rafael
    - Capela Sistina
      - O Último Julgamento

    - Teto da Capela Sistina
- Literatura da Cidade do Vaticano
  - Biblioteca do Vaticano
  - Arquivo Apostólico do Vaticano
- Música da Cidade do Vaticano

### Esportes na Cidade do Vaticano
- Críquete na Cidade do Vaticano
  - Seleção de Críquete do Vaticano
- Futebol na Cidade do Vaticano
  - Seleção Nacional de Futebol da Cidade do Vaticano
- Cidade do Vaticano nas Olimpíadas: não competiu

## Economia e infraestrutura da Cidade do Vaticano
Economia da Cidade do Vaticano

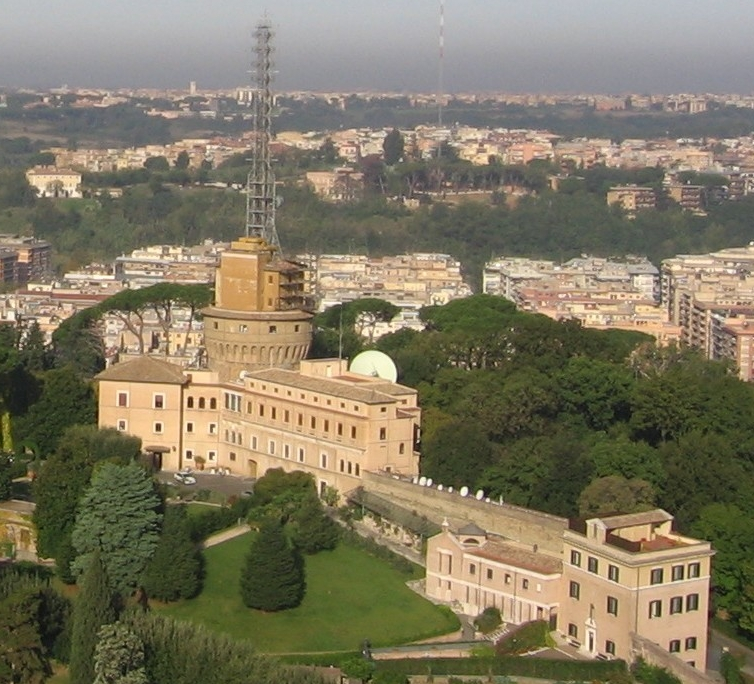
O edifício da Rádio Vaticano.

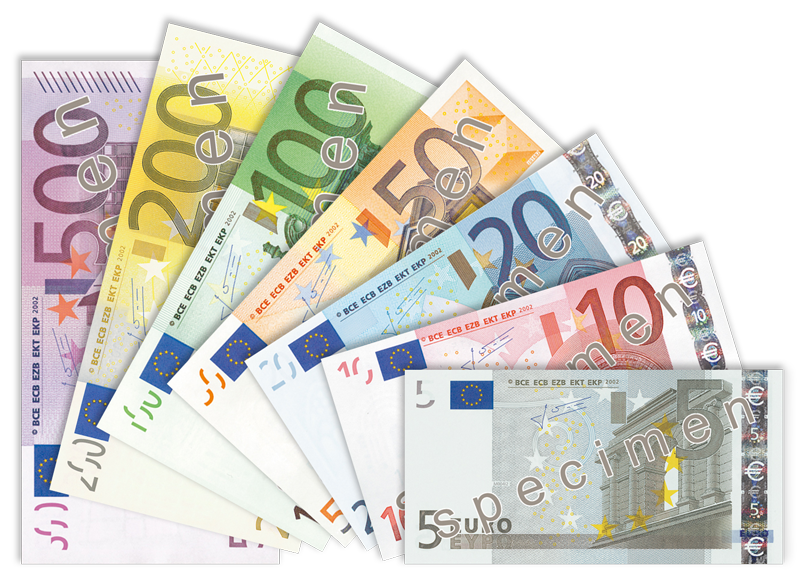
Notas de euro.

- Classificação econômica, por PIB nominal (2007) :
- Tipo de economia : não comercial (baseado em doações de fiéis)
  - Imposto da igreja
  - O centavo de Pedro
- Agricultura na Cidade do Vaticano: Nenhuma. Veja Jardins do Vaticano .
- Bancos na Cidade do Vaticano
  - Banco do Vaticano
- Comunicações na Cidade do Vaticano
  - Internet na Cidade do Vaticano
    - .va

  - Biblioteca do Vaticano
  - L’Osservatore Romano
  - Octava morre
  - Rádio Vaticano
- Empresas da Cidade do Vaticano : nenhuma
- Moeda da Cidade do Vaticano : Euro (ver também: Tópicos sobre Euro )
  - Antiga moeda: lira do Vaticano
  - ISO 4217 : EUR
- Cuidados de saúde na Cidade do Vaticano
  - Farmácia Vaticano
- Mineração na Cidade do Vaticano: nenhuma
- Turismo na Cidade do Vaticano
- Transporte na Cidade do Vaticano
  - Aeroportos na Cidade do Vaticano : nenhum. Roma é servida por dois aeroportos que são usados pelos viajantes que viajam para o Vaticano.
  - Transporte ferroviário na Cidade do Vaticano
  - Estradas na Cidade do Vaticano (ver mapa )
    - Sendo apenas 1,05 km de comprimento e 0,85 km de largura, [18] a Cidade do Vaticano não tem rodovias.
    - A Cidade do Vaticano tem estradas de acesso e calçadas. (Ver mapa )

- Academias na Cidade do Vaticano:
  - Pontifícia Academia das Ciências
  - Pontifícia Academia de Ciências Sociais
  - Pontifícia Academia para a Vida
- Biblioteca Apostolica Vaticana (Biblioteca do Vaticano)
  - Inclui a Escola de Biblioteconomia do Vaticano
- Congregação para a Educação Católica
- Escola de Paleografia, Diplomacia e Arquivística do Vaticano, dirigida pelo Arquivo Apostólico do Vaticano .
- A Cidade do Vaticano é demasiado pequena para acolher extensas instalações educativas, mas a Santa Sé opera 64 instituições académicas nas proximidades (em Roma). Os principais são:
  - Pontifícia Universidade São Tomás de Aquino (Angelicum)
  - Pontifícia Universidade Gregoriana
  - Pontifícia Universidade Urbaniana
  - Pontifícia Universidade Lateranense
  - Pontifícia Universidade da Santa Cruz
  - Universidade Pontifícia Salesiana
  - Pontifícia Universidade Antonianum

## Links externos
- Estado da Cidade do Vaticano — site oficial
- Chefe de Estado e Membros do Gabinete
- Outline of Vatican City
- História da Cidade do Vaticano: Documentos Primários
- Acordo entre a República Italiana e a Santa Sé, 18 de fevereiro de 1984
- Mapa da Cidade do Vaticano
- O Vaticano como uma sociedade livre, de Carlo Lottieri
- Muralhas de Roma

- Wikimedia Atlas of Vatican City

- Patrimônio Mundial
- Webcam ao vivo da Cidade do Vaticano | - v - d - e Tópicos do Vaticano                                                                                                                          | - v - d - e Tópicos do Vaticano                                                                                                                          | - v - d - e Tópicos do Vaticano |
| --- | --- | ------------------------------- |
| - Bandeira - Brasão - Hino - Cultura - Demografia - Desporto - Economia - Forças Armadas - Geografia - História - Política - Religião - Imagens - Portal | - Bandeira - Brasão - Hino - Cultura - Demografia - Desporto - Economia - Forças Armadas - Geografia - História - Política - Religião - Imagens - Portal | Bandeira do Vaticano            || - v - d - e Catolicismo        | - v - d - e Catolicismo |
| ------------------------------ | --- |
| Catolicidade · Cristianismo    | |
| História                       | - Jesus - Os Doze Apóstolos - Igreja Primitiva - História do Papado - Concílios ecuménicos - Perseguições - Constantino - Estados Papais - Cruzadas - Cisma do Oriente - Questão das Investiduras - Cisma do Ocidente - Devotio Moderna - Reforma Protestante - Contrarreforma - Questão Romana - Concílio Vaticano II |
| Hierarquia                     | - Papa - Cardeal - Cardeal-bispo - Cardeal-presbítero - Cardeal-diácono - Patriarca - Primaz - Metropolita - Arcebispo - Bispo - Prelado - Monsenhor - Vigário-geral - Cônego - Padre - Pároco - Capelão - Diácono - Prior(esa) - Abade(essa) - Frade - Freira - Consagrado(a) - Noviço(a) - Leigo |
| Doutrina e Teologia            | - Santíssima Trindade - Pai - Filho - Espírito Santo - Bíblia - Tradição - Credo - Dogmas - Pecado original - Cristologia - Graça - Igreja - Escatologia - Salvação - Santidade - Justificação - Reino de Deus - Dez Mandamentos - Sermão da Montanha - Sete Sacramentos - Virgem Maria - Mariologia - Doutrinas marianas - Infalibilidade papal - Padres da Igreja - Doutores da Igreja - Corpus Mysticum - Comunhão dos Santos - Indulgência - Sucessão apostólica - Magistério - Modernismo - Heresias - Teologia da libertação - Doutrina Social - Apologética - Moral - Catecismo |
| Culto                          | - Liturgia - Missa - Liturgia das Horas - Piedade popular - Latria - Dulia - Protodulia - Hiperdulia - Veneração - Devoção - Orações - Ano litúrgico - Ritos litúrgicos latinos - Ritos litúrgicos orientais - Festividades e Celebrações - Romaria - Ad multos annos |
| Organização e Governo          | - Igreja Católica no mundo - Organizações e movimentos católicos - Ordem religiosa - Congregação religiosa - Institutos seculares - Circunscrição eclesiástica - Igreja particular - 24 Igrejas sui iuris: Igreja latina e 23 Igrejas católicas orientais - Cúria Romana - Santa Sé - Nunciatura apostólica - Vaticano - Direito canônico - Concordata |
| Papas recentes (séc. XX e XXI) | - Leão XIV (2025–) - Francisco (2013–2025) - Bento XVI (2005–2013) - João Paulo II (1978–2005) - João Paulo I (1978) - Paulo VI (1963–1978) - João XXIII (1958–1963) - Pio XII (1939–1958) - Pio XI (1922–1939) - Bento XV (1914–1922) - Pio X (1903–1914) - Leão XIII (1878–1903) |
| Outros                         | - Aparições marianas - Coroação papal (extinta) - Críticas - Arte - Saúde - Escolas - Universidades - Templos - Catolicidade - Católicos famosos - Documentos - Ecumenismo - Espiritualidade - Pastoral - Tradicionalismo - Evangelização - Beatificação - Canonização - Mártir - Santo - Beato - Venerável - Servo de Deus - Anticatolicismo |
| - Categoria - Portal - Commons | |Predefinição:Outline footer

1. 1 2  «catholic-pages.com». catholic-pages.com. Consultado em 9 July 2011. Arquivado do original em 23 June 2011 Verifique data em: |acessodata=, |arquivodata= (ajuda)
2. ↑  De Agostini Atlas Calendar Arquivado em 2022-10-16 no Wayback Machine, 1930, p. 99. (em italiano)
3. ↑  De Agostini Atlas Calendar Arquivado em 2022-10-16 no Wayback Machine, 1945–46, p. 128. (em italiano)
4. ↑  «Population» (em italiano). Vatican City State. 1 February 2019. Consultado em 11 April 2020. Cópia arquivada em 17 May 2020 Verifique data em: |acessodata=, |arquivodata=, |data= (ajuda)
5. ↑  «Vatican City State Institutional Portal». Consultado em 4 de novembro de 2013. Arquivado do original em 4 de dezembro de 2013
6. ↑  «International Telecommunication Union Member States». Consultado em 4 de novembro de 2013. Arquivado do original em 5 de setembro de 2019
7. ↑  "Stato della Città del Vaticano" is the name used in the state's founding document, the Treaty between the Holy See and Italy Arquivado em 2012-03-09 no Wayback Machine, article 26.
8. ↑  Cf. The Geography Site, "What do call a person from ?" Arquivado em 2008-07-14 no Wayback Machine
9. ↑  «Holy See (Vatican City)». CIA—The World Factbook. Consultado em 13 August 2013. Arquivado do original em 26 January 2022 Verifique data em: |acessodata=, |arquivodata= (ajuda)
10. ↑  «Internet portal of Vatican City State». Vatican City State. Consultado em 9 July 2011. Arquivado do original em 24 May 2011 Verifique data em: |acessodata=, |arquivodata= (ajuda)
11. ↑  Gerhard Robbers, Encyclopedia of World Constitutions (Infobase Publishing 2006 Arquivado em 2022-12-04 no Wayback Machine ISBN 978-0-81606078-8), p. 1009
12. ↑  Nick Megoran, "Theocracy" in International Encyclopedia of Human Geography, vol. 11, Elsevier 2009 Arquivado em 2016-03-09 no Wayback Machine ISBN 978-0-08-044911-1, p.226| Quote:elective theocracy (although its representatives would be unlikely to accept that label)
13. ↑  «Legge che approva l'ordinamento giudiziario dello Stato della Città del Vaticano (Suppl. 12)». Acta Apostolicae Sedis (AAS) 79. [S.l.]: Holy See. 1987
14. ↑  «INTER SANCTAM SEDEM ET ITALIAE REGNUM CONVENTIONES INITAE DIE 11 FEBRUARII 1929» (em italiano). Vatican.va. Consultado em 12 July 2013. Arquivado do original em 19 January 2021 Verifique data em: |acessodata=, |arquivodata= (ajuda)
15. ↑  «INTER SANCTAM SEDEM ET ITALIAE REGNUM CONVENTIONES* INITAE DIE 11 FEBRUARII 1929» (em italiano). Vatican.va. Consultado em 12 July 2013. Arquivado do original em 19 January 2021 Verifique data em: |acessodata=, |arquivodata= (ajuda)
16. ↑  Shea, Alison. «Researching the Law of the Vatican City State». Hauser Global Law School Program. New York University School of Law. Consultado em 13 August 2013. Arquivado do original em 17 October 2013 Verifique data em: |acessodata=, |arquivodata= (ajuda)
17. ↑  «Holy See (Vatican City)». The World Factbook. United States Central Intelligence Agency. July 2, 2009. Consultado em July 23, 2009. Arquivado do original em January 26, 2022 Verifique data em: |acessodata=, |arquivodata=, |data= (ajuda)
18. ↑  «Archived copy». Consultado em 15 de março de 2020. Arquivado do original em 29 de maio de 2010